# أولاد سي أحمد
توجد بلدية أولاد السي أحمد ولاية سطيف تابعة إدارة إلى اقليم دائرة عين ولمان. هي بلدية تعدادها السكاني حوالي 16000 مواطن يمارس الزراعة وتربية الماشية.